# São Lucas Futebol Clube
O São Lucas Futebol Clube (conhecido como São Lucas, São Lucas Futsal ou ainda Paranavaí), é um clube de futsal profissional brasileiro, com sede em Paranavaí, no estado do Paraná, que joga na Chave Ouro de Futsal. Originalmente, fundado como um time de futebol em 1980, nunca chegou a disputar um campeonato profissional da modalidade, ao contrário do futebol de salão, em que participa do Estadual, desde 1995, além disso, é o único clube da primeira divisão que disputou a Taça Paraná de Futsal, quando essa era considerada a única competição de clubes no estado, de 1973 a 1994.
É o clube mais antigo e um dos mais tradicionais do estado, sendo que marcou campanhas boas e médias ao longo de sua história, seus principais resultados  na Taça Paraná, foram o vice campeonato em 1982 e o terceiro lugar de 1991, já na Ouro, obteve o segundo lugar em 2011 e a quinta posição em 2006, sendo que nunca foi rebaixado para a Segunda Divisão. 
Seu principal rival é o Umuarama, devido a proximidade das duas cidades, que se encontram na região Noroeste Paranaense. As suas cores tradicionais, são as camisas, calções e meias verdes. Sua casa é o Ginásio Antônio Lacerda Braga mais conhecido como Lacerdinha, com capacidade para 1.000 espectadores.

## Títulos

### Estaduais
- Campeonato Paranaense de Clubes do Interior de Futsal: 1 (1993)

### Campanhas de Destaque
- Vice-Campeonato Paranaense (Chave Ouro): 2011
- Campeonato da Taça libertadores da América de Futsal: 1982
- 2º lugar do Mundial de clubes futsal: 1991
- Vice-Campeonato dos Jogos Abertos Paranaenses: 1991 e 2007 [3]